# واين ماكليستر
واين ماكليستر (بالإنجليزية: Wayne McAllister)‏ هو مهندس معماري أمريكي، ولد في 17 نوفمبر 1907 في سان دييغو في الولايات المتحدة، وتوفي في 22 مارس 2000 في أركاديا في الولايات المتحدة.